# عمارة الوطن (تونس)
عمارة الوطن أو قديما مقر حزب التجمع الدستوري الديمقراطي، هو برج يطل على شارع محمد الخامس في قلب تونس العاصمة (تونس).

قبل الثورة التونسية في 2011، كان المبنى مقرا لحزب التجمع الدستوري الديمقراطي، ثم بعد الثورة أصبح ملكا للدولة ولكن لم يتم استغلاله لعدة سنوات، قبل أن يعاد ترميمه، وأصبح يستغله منذ منتصف 2017 كل من وزارة أملاك الدولة والشؤون العقارية ووزارة الشؤون الثقافية ووزارة السياحة، بينما جزء آخر منه أصبح فضاء ثقافي للمعارض.

## التاريخ
منذ إنشائه وحتى اندلاع الثورة التونسية في 2011، كان المبنى مقرا لحزب التجمع الدستوري الديمقراطي الحاكم والذي يترأسه رئيس البلاد زين العابدين بن علي. هذا الأخير هرب خارج البلاد في 14 يناير 2011، وفي 6 فبراير تم تعليق نشاطه من قبل وزارة الداخلية، قبل أن يحل قضائيا ونهائيا في 9 مارس الموالي. وبذلك استرجعت الدولة المقر وبقي فارغا لعدة سنوات. تم القيام بأشغال ترميم وصيانة في المقر بلغ سعرها 1.6 مليون دينار تونسي (650 ألف يورو)، وأعلن في مارس 2017 عن تغيير اسمه إلى عمارة الوطن، وأنه سيصبح مقر كل من وزارة أملاك الدولة والشؤون العقارية ووزارة الشؤون الثقافية ووزارة السياحة، بينما جزء آخر منه سيصبح فضاءً ثقافيا تقام فيه عدة معارض وسيعرض فيه دائما فيلم عن تاريخ تونس. افتتح رسميا في 25 أبريل 2017 من قبل رئيس الحكومة التونسية يوسف الشاهد.

## المواصفات
يتكون المبنى من 23 طابقا، ويبلغ طوله 96 مترا (315 قدما).

## مقالات ذات صلة
- ناطحة سحاب
- فندق المرادي أفريكا (تونس)